# Geografie Abcházie

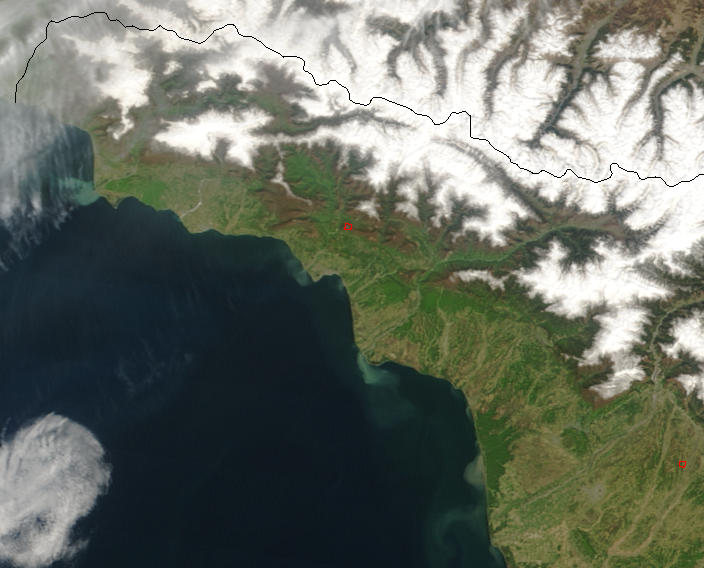

Abcházie je region veliký 8 665 km², který se nachází na severovýchodě Zakavkazska. Abcházie se nachází na 42:30°-43:30° s.š., 40°-42° v.d., tedy ve stejné zeměpisné šířce jako např. Pyreneje, Bulharsko, Hokkaidó či Nová Anglie a v podobné zeměpisné délce jako např. východ Sýrie, saúdská Mekka nebo východní pobřeží Mosambiku. Je to extrémně hornatý region, jedinou výjimkou je 210 kilometrů dlouhé pobřeží Černého moře. Na severu a severovýchodě Abcházie hraničí s Ruskem, konkrétně s Krasnodarským krajem a s Karačajsko-Čerkeskem, Z jihu je omývána Černým mořem a na východě sousedí s Gruzií, konkrétně s Svanetií a s Samegrelem.
Převládá zde subtropické klima s množstvím srážek.

## Geografie

### Hory
Region je extrémně hornatý, téměř 75% povrchu se řadí mezi hory nebo pahorkatiny. Na severu se táhne hlavní Kavkazský hřeben ze kterého na jih vybíhají hřebeny: Gagrský, Bzybzský, Abchazský a Kodorský. Nejvyšší oblast nalezneme na severovýchodě, kde se taky nachází nejvyšší hora Dombaj-Ulgen (4 046 m n. m.). Přes hlavní Kavkazský hřeben vede do Ruska několik průsmyků např.: Kluchorský (2 781 m n. m.), Maruchský (2 739 m n. m.) a další.

### Nížiny
Nížiny se v Abcházii vyskytují převážně jenom u pobřeží Černého moře. Do Abcházie taky z jihovýchodu zasahuje Kolchidská nížina, která se směrem k severozápadu postupně zužuje. U ústí řeky Kodori se nížina téměř ztrácí a dál na sever pokračuje jenom úzký pruh nížin u pobřeží.

### Vodstvo

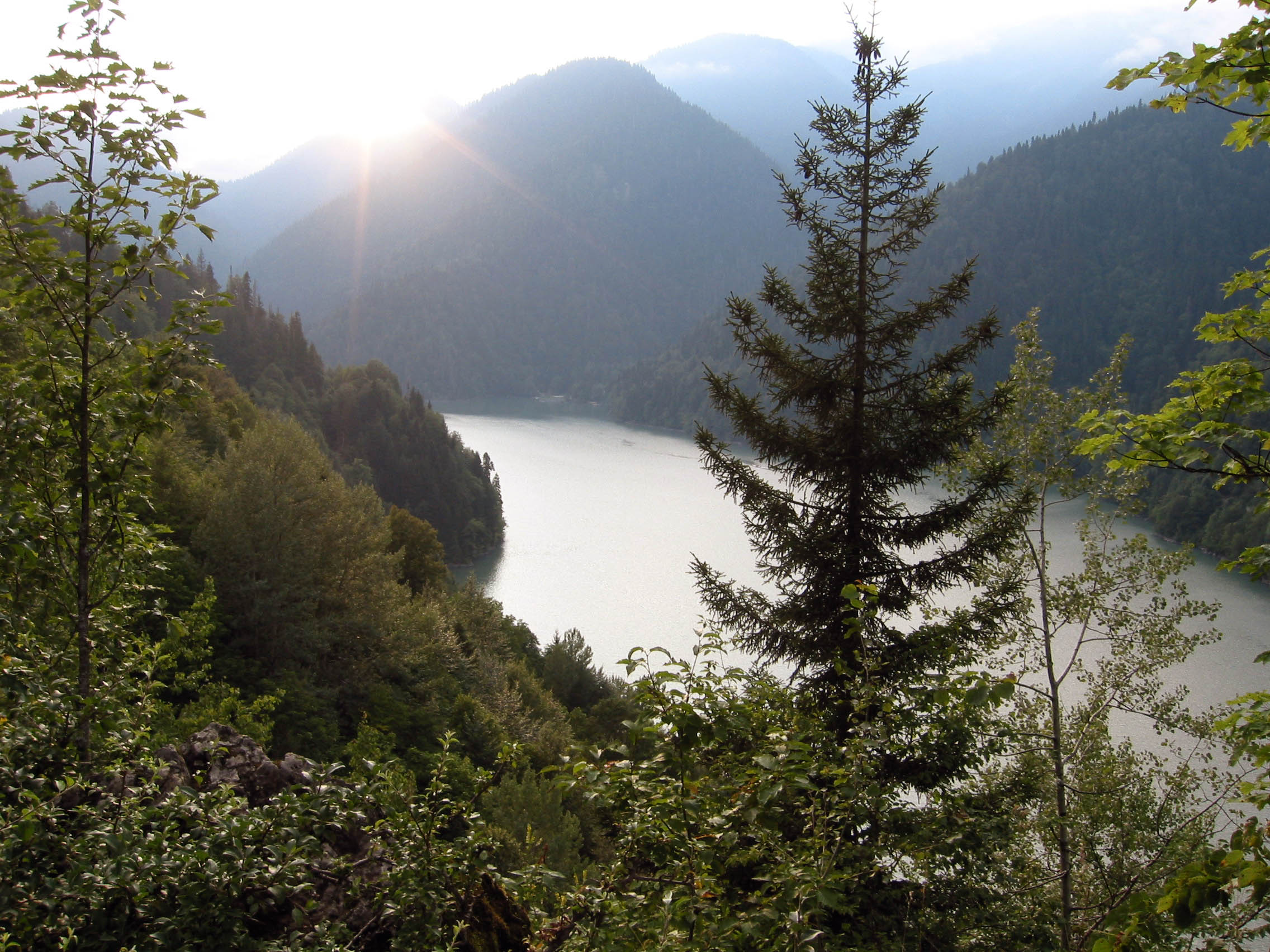
Jezero Rica

Všechny řeky v Abcházii odtékají do Černého moře. Největší a nejdůležitější jsou: Kodori, Bzyb, Žvava-Kvara, Psou, Inguri. Největší odtok mají řeky na jaře kdy taje sníh v horách. Kromě toho se v horách nachází také jezera Amtkel a Rica.

### Krasové jevy
V Abcházii se nachází spoustu oblastí s krasovými jevy. Je zde spousta jeskyní např.: Abrskila, Anakopijská jeskyně, ale dozajista nejdůležitější a nejznámější jsou Voronija a Jeskyně Vjerjovkina, které se nacházejí v západní Abcházii nedaleko Gagry a střídají se v držení titulu nejhlubší jeskyně na světě. Známá hloubka obou stále roste, ale rekord aktuálně drží J. Vjerjovkina s 2212 m, Voronija je podle poslední expedice (2007) hluboká 2190 m (vchod se nachází ve výšce přibližně 2250 m n. m.).

## Klima
Abcházie má své jedinečné klima způsobené Černým mořem a Kavkazem. Díky Kavkazu sem neproniká studený suchý vzduch ze severu a zároveň zde zadržuje vlhký teplý vzduch od černého moře. U pobřeží vládne Vlhké subtropické klima průměrná roční teplota se pohybuje kolem 15 °C. I v zimě jsou zde průměrné teploty nad nulou(6 °C v lednu) a mrazy sem přicházejí jen výjimečně.
V horách se projevuje výšková stupňovitost. Subtropické klima převládá pouze do nadmořské výšky kolem 400 metrů. Nad 400 m n. m. začíná převládat mírné klima a nad 3000 m n. m. je oblast věčného sněhu. Míra srážek roste spolu s nadmořskou výškou, u pobřeží spadne ročně mezi 1100 až 1500 mm srážek,ale v horách spadne ročně až 3500 mm srážek.

### Flóra

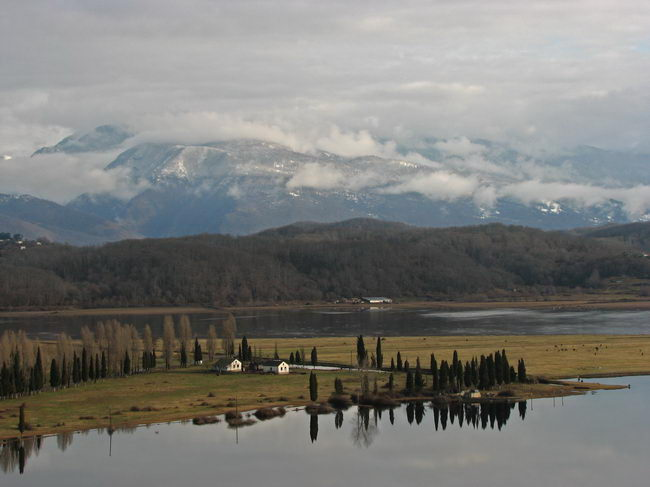
Pohled na Kavkaz

Abcházie je velice bohatá na rostlinné druhy (roste zde víc než 2000 rostlinných druhů). Mnohé z nich jsou velice vzácné a nerostou nikde jinde. Abcházie má také poměrně zachovalou přírodu, což je způsobené nepřístupností velké části území. 75% území je zalesněné. V jihovýchodní Abcházii kam zasahuje Kolchidská nížina roste tzv. kolchidský les (olše, habr, dub a buk) a jsou zde také rozlehlé citrusové nebo čajové plantáže. V pahorkatinách do výšky 600 m n. m. roste vždyzelený porost. Ve výšce 600 – 1800 m n. m. roste smíšený les. Ve výškách mezi 1800 – 2900 m n. m. roste alpinská vegetace a výš je oblast věčného sněhu.